# Severozápadní společnost

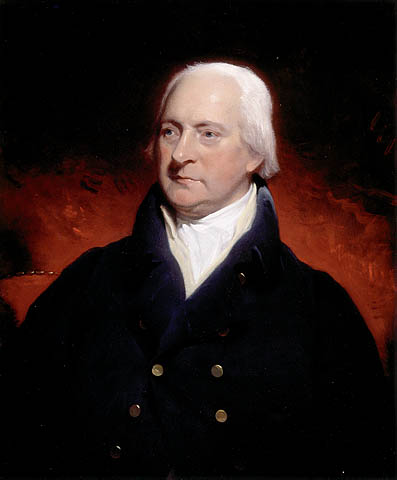
Simon McTavish

Severozápadní společnost (anglicky North West Company) byla společnost zabývající se obchodováním s kožešinami v letech 1779 až 1821.
Sídlo společnosti se nacházelo v Montrealu v tehdejší Britské Severní Americe (dnešní Kanadě). Jejím hlavním obchodním rivalem byla Společnost Hudsonova zálivu (v angl. Hudson's Bay Company). Společnosti spolu navzájem soupeřily v západní části Kanady, přičemž úspěšnější byla Severozápadní společnost. Napětí, které mezi nimi panovalo, vyústilo do několika menších přestřelek a hrozilo, že se násilí bude stupňovat. Řešením sporů bylo vynucené sloučení obou společností do jednoho celku.

## Počátky

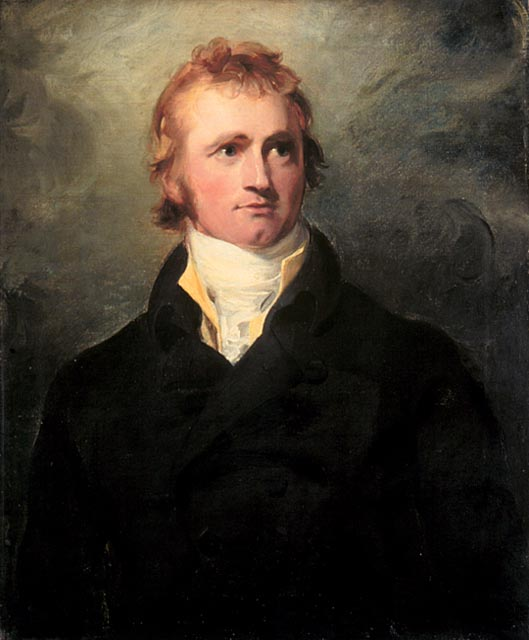
Alexander Mackenzie

První písemná zmínka o společnosti se datuje do období roku 1779, ale některé zmínky o jejím formovaní se objevují už v roce 1770. Čtyři roky tvořilo společnost jen volné seskupení několika obchodníků z Montrealu, kteří chtěli narušit dominanci Společnosti Hudsonova zálivu v jejím obchodování s kožešinami v Severní Americe. Severozápadní společnost byla oficiálně založena v roce 1783 se sídlem v Montrealu. Vedl ji obchodník Benjamin Frobisher, jeho bratr Joseph, Simon MacTavish a skupina investorů, mezi které patřil Nicholas Montour, Robert Grant, Patrick Small, George McBeath a William Holmes. V roce 1787 se Severozápadní společnost sloučila s firmou Gregory, McLeod and Co. K zvětšující se firmě se přidal Roderick Mackenzie společně se svým bratrancem Alexandrem Mackenziem, který chtěl dohlížet na průzkum západních oblastí Kanady. Jeho skupina, přezdívaná „zimní partneři“, obchodovala s indiánskými lovci.
Grand Portage, ležící na břehu Hořejšího jezera se stalo hlavním obchodním střediskem pro Severozápadní společnost. Obchodníci společnosti tam mohli najít zásoby, které tam byly dopravovány kanoemi z Montrealu. V roce 1803 se středisko přesunulo na sever od americké hranice do Fort William. Po výpravách Alexandra Mackenzieho, Simona Frasera a Davida Thompsona se činnost společnosti rozšířila i do oblastí v okolí jezera Athabasca. Cesty těchto průzkumníků směrovaly i na západ do divočiny Skalnatých hor a po březích řek až k zálivu Georgia na západním pobřeží Kanady v dnešní provincii Britská Kolumbie.

## Dohoda Frobisher - McTavish
Smrt Benjamina Frobishera otevřela Simonovi McTavishovi dveře do čela společnosti. McTavish uzavřel s Frobisherovým bratrem Josephem dohodu. Firma McTavish, Frobisher and Company, kterou založili v listopadu 1787 měla pod svojí kontrolou jedenáct z dvaceti křesel ve vedení společnosti. Po příchodu Alexandra Mackenzieho se tato skupina rozrostla ještě o Petera Ponda a Alexandra Henryho. Další reorganizace společnosti nastala v letech 1795 a 1802, přičemž se podíl vždy rozdělil, aby zajistil příchod nových partnerů. Na severozápadě Kanady se působnost společnosti rozšířila na sever od Velkého Medvědího jezera a na západ od Skalnatých hor. Po několika letech trvaly snahy společnosti prodávat kožešiny přímo do Číny, s využitím amerických lodí, aby se tak firma vyhnula monopolu Britské východoindické společnosti, ale z těchto aktivit měla společnost jen velmi malý zisk.

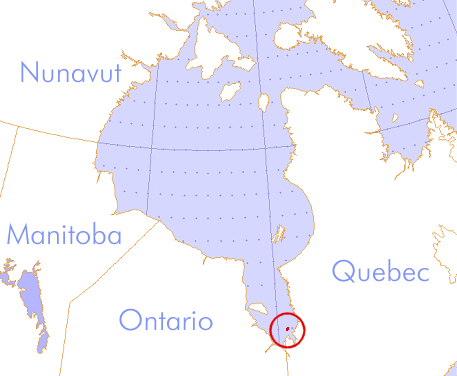
Poloha ostrova Charlton

Společnost rozšířila svojí působnost i na americký severozápad, do státu Wisconsin. V roce 1795 tam Jacques Vieau založil obchodní středisko na místě dnešního města Milwaukee. O rok později založila Severozápadní společnost svou kancelář v New Yorku. Ve svém úsilí o soutěž se Společností Hudsonova zálivu se nacházela ve velké nevýhodě, protože její koncese jí zajišťovala praktický monopol nad severozápadní Kanadou, odkud pocházely nejlepší kožešiny. Po neúspěšných žádostech britského parlamentu a ministerského předsedy Williama Pitta o změnu této koncese, se Mctavish a jeho skupina rozhodli konat na vlastní pěst. Zorganizovali dvě výpravy, jednu po souši od Montrealu do Jamesovy zátoky a druhou po moři. V září roku 1803 se pozemní výprava střetla s lodí patřící Severozápadní společnosti na ostrově Charlton, na území dnešního teritoria Nunavut. Tam vznesli svoje nároky na toto území. Tento odvážný a smělý plán zastihl Společnost Hudsonova zálivu úplně nepřipravenou, ale namísto rozumné dohody, v jejíž sjednání McTavish doufal, se v následujících letech rozhodla pro odplatu.

## Konec 18. a začátek 19. století
Simon McTavish přivedl do společnosti několik členů své rodiny, bratrance a synovce. Jeho ambice a silné postavení ve společnosti vyvolalo několik neshod mezi ním a spoluvlastníky společnosti, přičemž několik z nich opustilo Severozápadní společnost v 90. letech 18. století. Několik z nich založilo svoji vlastní společnost, neoficiálně známou jako Společnost XY (XY Company), kvůli znaku, který používala na označení balíků kožešin. V roce 1799 začala tato skupina obchodovat na některých územích Severozápadní společnosti. V roce 1801 se k nim přidal Alexander Mackenzie a tím se jejich pozice na trhu značně posilnila. Mezi Severozápadní společností a odpadlíky panovala velká rivalita. Když 6. července 1804 Simon McTavish zemřel, William McGillivray, synovec Simona McTavisha, se rozhodl ukončit pětiletou rivalitu a nepřátelství, které vyústilo až k zastřelení vedoucího Severozápadní společnosti na Velkém Medvědím jezeře během hádky se zaměstnancem Společnosti XY. McGillivrayovi se podařilo v listopadu toho roku dosáhnout dohody, podle které mělo Severozápadní společnosti připadnout 75 procent ze zisku a bývalé Společnosti XY zbývajících 25 procent. Alexander Mackenzie byl vyloučen z nově zformovaného partnerství. Během první dekády 19. století se podařilo Severozápadní společnosti rozšířit své trhy a území, ale spory se Společností Hudsonova zálivu byly intenzivní. Pobočka Severozápadní společnosti v New Yorku umožnila obejít monopol Britské východoindické společnosti a proniknout na čínský trh. Obchodní lodě patřící Severozápadní společnosti se tam plavily pod britskou vlajkou. Kanadský obchod s kožešinami se změnil po roce 1806, když Napoleon Bonaparte vyhlásil blokádu Baltského moře během zápasu mezi Británií a Francií o světovou nadvládu. Británie pokrývala svou spotřebu dřeva dovozem z pobaltských zemí a z amerických států New Hampshire a Massachusetts. Mezi Británií a Spojenými státy v té době též došlo k vyhrocení vzájemných vztahů a v roce 1809 schválila americká vláda Deklaraci o nevměšování se, jejímž důsledkem bylo téměř úplné zastavení vzájemného obchodu mezi oběma zeměmi. Tím se Velká Británie ocitla úplně závislá na dodávkách dřeva z Kanady, a to zejména velké bílé borovice, jejíž dřevo se používalo na lodní stěžně. Prakticky ze dne na den se dřevo stalo kanadským exportním artiklem číslo jedna a nahradilo obchod s kožešinami.

## Vynucená fúze
V roce 1810 zasáhla obchod s kožešinami další krize, téměř úplné vyhubení zvířat, lovených kvůli kožešinám, zejména bobrů. Zničení obchodního místa společnosti v Sault Sainte Marie v Ontariu Američany během války v roce 1812 uštědřilo obchodu další vážný úder. Všechny tyto okolnosti jen podnítily další nárůst rivality. Když Thomas Douglas přesvědčil své spolupodílníky ve Společnosti Hudsonova zálivu, aby mu dali území vlastněná lordem Selkirkem, také známé jako Red River Colony, zabírající plochu 300 000 km² v dnešní kanadské provincii Manitoba a amerických státech Minnesota a Severní Dakota, vyvolalo to další sérii událostí, které nakonec vedly k zániku Severozápadní společnosti. Takzvané „Pemikanové prohlášení“ a přestřelka u Sedmi dubů a její brutalita způsobila, že lord Selkirk zatkl Williama McGillivraya, Simona Frasera a několik dalších spoluvlastníků Severozápadní společnosti, zabavil jejich majetek v osadě Fort William a obvinil je ze spoluzodpovědnosti za smrt 22 lidí při přestřelce u Sedmi dubů. I když byli později úřady v Montrealu prohlášeni za nevinné a osvobozeni, v průběhu následujících let Severozápadní společnost opustilo několik nejbohatších a nejschopnějších majitelů z obav o její budoucí vývoj. V roce 1820 zavedla společnost systém ražby mincí, při kterém se platilo jednou mincí za jednu bobří kožešinu. Samostatná existence Severozápadní společnosti byla už delší dobu prakticky neudržitelná a tak majitelé společnosti nakonec neměli na výběr a museli se spojit se svým velkým rivalem, Společností Hudsonova zálivu. Stalo se tak poté, co Henry Bathurst, státní tajemník pro válku a kolonie, přikázal oběma společnostem, aby ukončily své nepřátelství. V červenci 1821 po dalším tlaku ze strany britských úřadů, byla podepsána dohoda o vzájemném sloučení obou společností do jednoho celku. Severozápadní společnost tak po více než 40 letech existence zanikla. V době sloučení měla Severozápadní společnost 97 a Společnost Hudsonova zálivu 76 obchodních středisek.

## Obchodní místa společnosti
Společnost měla v roce 1799 téměř 2 500 zaměstnanců – byli mezi nimi vlastníci společnosti, průzkumníci, tlumočníci a úředníci v obchodních místech:
- Athabaska
- Horní tok řeky English River
- Dolní tok řeky English River
- Fort Dauphin
- Fonds du Lac

Poloha Hořejšího jezera v systému Velkých jezer

- Horní část Fort des Prairies a Skalnatých hor
- Dolní část Fort des Prairies
- Grand Portage
- Oblast na jih od Hořejšího jezera
- Lac Winipic
- Lac La Pluie
- Nipigon
- Pic
- Horní tok řeky Red River
- Dolní tok řeky Red River
- Michipicoten
- Sault a Sloop